# Ubi panis ibi patria
Ubi panis ibi patria (з лат., дослівно — Де хліб, там батьківщина, сутнісно — Де є мій хліб (моя їжа), там є моя батьківщина) — латинська сентенція, яка за твердженням Гектора Сент-Джона де Кревкера (англ. J. Hector St. John de Crèvecœur) є девізом усіх емігрантів і іммігрантів.

За своєю формою ця сентенція є дуже близькою до іншого девізу, який, можливо, був первинним і використовувався як мотто осіб, для яких власний добробут переважив патріотизм —  Ubi bene ibi patria (дослівно — «Де добре, там батьківщина», сутнісно — «Де мені добре, там (моя) батьківщина»).

Своєю чергою, цей останній вислів за змістом нагадує фразу вірша античного римського поета Марка Пакувія (лат. - Marcus Pacuvius, бл. 220—130 рр. до н. е.), яку в роботі  Tusculanae Quaestiones цитує Цицерон: Patria est ubicumque est bene.